# Хоанья

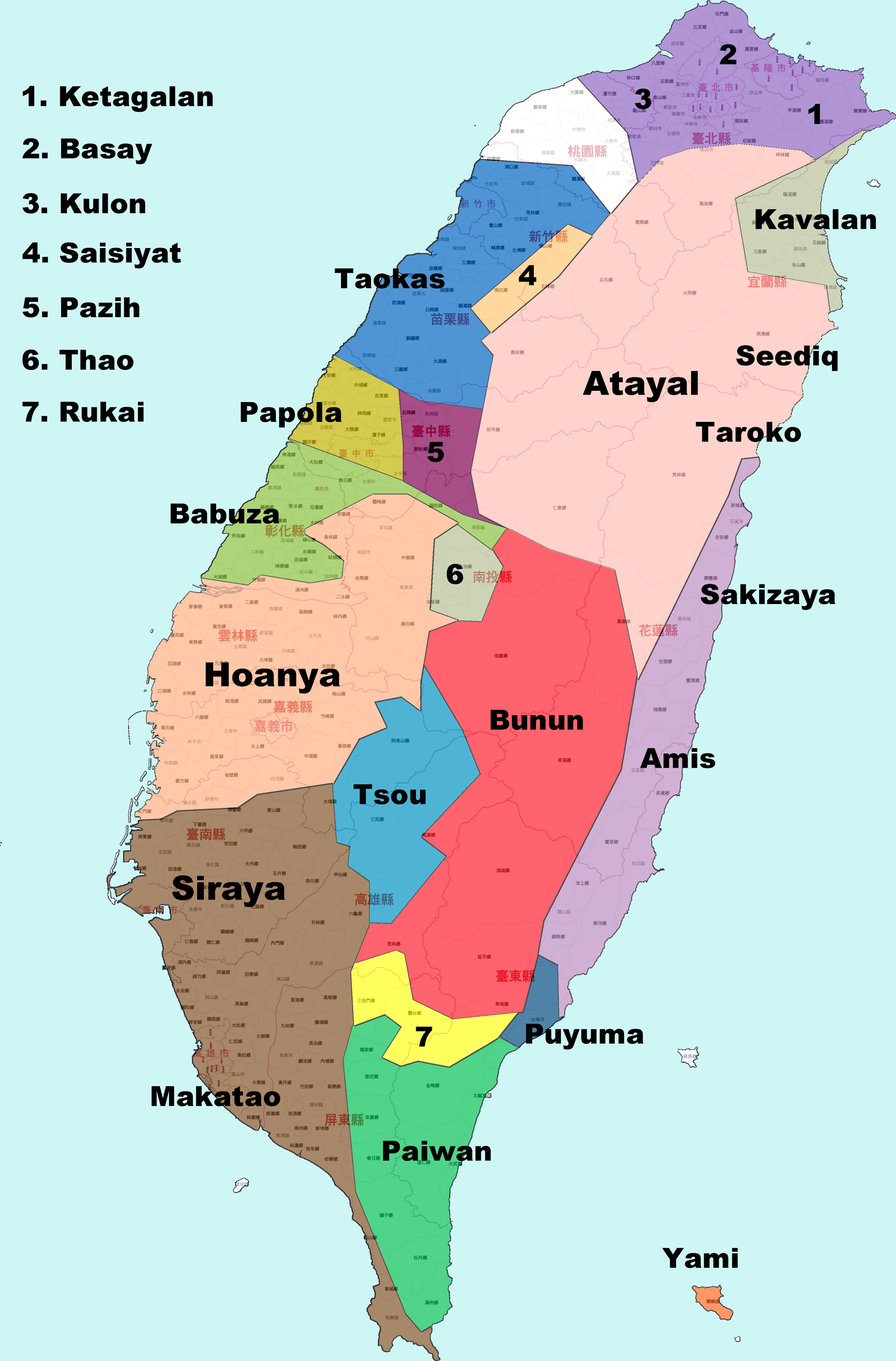
Народ хоанья живе на середньому узбережжі Тайваню.

Хоанья (Chinese: 洪雅族; pinyin: Hóngyǎzú) — тайванський тубільний народ, який проживає переважно в повіті Чжанхуа, міста Цзяї, повіту Наньтоу та поблизу міста Тайнань.
Їхня хоаньянська мова зараз вимерла.
Ллоа та арікун зазвичай вважаються частиною народу хоанья.

## Етимологія
Такі вчені, як Каїм Анг, припускають, що назва народу «хоанья» походить від тайванської кит.: 番仔 хоккієн 'іноземець' спочатку з точки зору етнічних китайців, що стосується некитайців, особливо історично вихідців з Тайваню та Південно-Східної Азії. У назві народної групи зберігся застарілий зменшувальний суфікс, кит.: 仔, мовою гоккієн, що спочатку походить від слабкої формикит.: 囝 і сьогодні зберігся в гоккієн як зменшувальний суфікс , кит.: 仔. "кит.: 番仔 "засвідчено в Dictionario Hispanico Sinicum (1626—1642) і використання застарілого кит.: 仔 суфікс також записаний у Medhurst (1832). Сучасна форма цього ж вищезгаданого слова тайванською мовою гоккієн є кит.: 番仔 , яке протягом століть набуло принизливого відтінку на Тайвані щодо груп тайванських тубільців загалом або будь-яких нерозсудливих осіб, хоча те саме слово гуан-a має інше значення в інших гоккієнськомовних спільнотах, наприклад у Фуцзяні (материковий Китай), Філіппінах, Малайзії, Сінгапурі, Індонезії та ін.